# Інго Вайсенборн
Інго Вайсенборн (нім. Ingo Weißenborn, нар. 29 листопада 1963) — німецький фехтувальник на рапірах, олімпійський чемпіон 1992 року, дворазовий чемпіон світу.

## Виступи на Олімпіадах
| Олімпіада      | Дисципліна      | Місце |
| -------------- | --------------- | ----- |
| Барселона 1992 | командна рапіра | 1     |